# Grouptchin
Grouptchin (en macédonien Групчин ; en albanais Grupçini) est un village du nord-ouest de la Macédoine du Nord, situé dans la municipalité de Jelino. Le village comptait 968 habitants en 2002. Il est majoritairement albanais.

## Démographie
Lors du recensement de 2002, le village comptait :
- Albanais : 966
- Autres : 2